# Tomo Sakurai
Tomo Sakurai (櫻井 智 Sakurai Tomo?,  Ichikawa, prefectura de Chiba; 10 de septiembre de 1971-Tokyo, 13 de agosto de 2025) nacida como Tomoe Hatta (八田 友江 Hatta Tomoe?) fue una seiyū y idol japonesa. Fue miembro de la agencia I'm Enterprise.

## Biografía
A la edad de catorce años debutó como sub-miembro del grupo “KISS Fairlies”, un grupo de chicas que trabajaban en el KIJIMA Motorcycle Racing Team. 
A los dicisiete años, se unió al grupo de ídolos pop LEMON ANGEL, un contraproyecto de Cream Lemon coordinado por la misma compañía que creó “KISS Fairlies”. El proyecto abarcaba unidades de cómics, anime e ídolos pop. Tomo realizó 5 álbumes en este grupo.
Posteriormente, se unió a un grupo de ídolos enfocados en videojuegos y produjo un álbum. Luego de abandonar ese grupo, se enfocó en su carrera como seiyū.

### Fallecimiento
Tomo fue diagnosticada con Cáncer de páncreas en agosto de 2023 y se sometió a un tratamiento de quimioterapia y radioterapia. No obstante, el 10 de agosto de 2025 su condición empeoró y falleció tres días después, aproximadamente a la 12:40 a.m., (JST+09) en el hospital donde estuvo internada.

## Roles protagonizados
- Marin en Akazukin Chacha.
- Shayla Shayla en El Hazard.
- Mylene Jenius en Macross 7.
- Lena Sayers en Mai Otome.
- Makimachi Misao en Rurouni Kenshin.
- Kamiya Kaoru en Rurouni Kenshin (audio drama).
- Meimi Haneoka en Kaitou Saint Tail.
- Chigusa Sakai en Shakugan no Shana.
- Sara en Shamanic Princess.
- Doll Licca en Super Doll★Licca-chan.
- Karin Son en Voltage Fighter Gowcaizer
- Mizuchi Saiou en Yu-Gi-Oh! GX.
- Azusa Miura en iDOLM@STER: XENOGLOSSIA.
- Shirona (Cynthia) en el anime Pokémon.
- Wina (Will) en al Dragon League (La liga del dragón).
- Sora Asuka en The World God Only Knows
- Ryoko Koiso en Angel Densetsu.
- Madre de Grisha Jaeger en Shingeki no Kyojin.